# ایرینا کولشا
ایریناکولشا (به انگلیسی: Iryna Kulesha) (زاده ۲۶ ژوئن ۱۹۸۶) وزنه‌بردار اهل بلاروس است.